# Cavalerul negru: Legenda renaște
Cavalerul negru: Legenda renaște (denumire originală The Dark Knight Rises) este un film cu supereroi regizat de Christopher Nolan, care a scris și scenariul împreună cu fratele său Jonathan Nolan și povestea de bază împreună cu David S. Goyer. A avut premiera la 16 iulie 2012. Bazat pe personajul Batman (DC Comics), The Dark Knight Rises este al treilea din seria de filme cu Batman regizate de Nolan, după Batman Begins (2005) și The Dark Knight (2008). Acest film intenționează să finalizeze această serie. În rolurile principale apar actorii Christian Bale, Michael Caine, Gary Oldman și Morgan Freeman. Evenimentele din film au loc la opt ani după cele petrecute în The Dark Knight și apar personaje noi: Selina Kyle și Bane— interpretate de Anne Hathaway și respectiv Tom Hardy— doi răufăcători din mitologia Batman. considerată una dintre cele mai bune film ale deceniului și din toate timpurile  

## Povestea
Opt ani după evenimentele din Cavalerul negru, Gotham City a fost un oraș liniștit, fără conflicte. În conformitate cu puterile acordate de Legea Dent, comisarul Jim Gordon a eradicat aproape în totalitate crima organizată și violența. Cu toate acestea, el încă se mai simte vinovat cu privire la mușamalizarea crimei lui Harvey Dent. La celebrarea lui Dent, el intenționează să recunoască întreaga conspirație, dar decide că orașul nu este pregătit să afle adevărul. În timp ce se află pe urmele cazului privind răpirea unui congresman, discursul lui Gordon cade în mâinile liderului terorist Bane. Gordon este împușcat și îl promovează pe ofițerul de patrulări John Blake la funcția de detectiv, permițând lui Blake să-i raporteze direct.

## Distribuție
- Christian Bale este Bruce Wayne / Batman[6]
- Tom Hardy este Bane[7]
- Anne Hathaway este Selina Kyle[7][8] o aliată a lui Bane.[9]
- Michael Caine este Alfred Pennyworth,[10]
- Gary Oldman este James Gordon[10]
- Morgan Freeman este Lucius Fox,[10]
- Marion Cotillard este Miranda Tate[11][12]
- Joseph Gordon-Levitt este John Blake[11]
- Josh Pence și Liam Neeson apar amândoi în rolul lui Ra's al Ghul, conducător al League of Shadows.

## Producția
În decembrie 2010, Nolan a început căutarea unor locuri pentru filmare în India, România și Michigan.

## Premiera

### Incident armat
La 20 iulie 2012, un bărbat purtând o mască de gaze a ucis 14 persoane și a rănit alte 50 cu o armă automată la premiera filmului de la cinematograful Century 16 din Aurora, Colorado.